# 't Suideras
't Suideras is een historische buitenplaats in Vierakker in de Nederlandse provincie Gelderland. Het door tuinen en een landschapsbos omringd huis is eind negentiende eeuw gebouwd in opdracht van J.M. baronesse van Voorst tot Voorst, douairière van A.A.J.C. baron van der Heyden. Het landgoed wordt nog altijd particulier bewoond en is een rijksmonument.

## Geschiedenis en ligging
De eerste vermelding van 't Suideras (ook wel Suderoes of Suderaes) is in 1326. De naam 'Suideras' is waarschijnlijk afgeleid van 'Zuurhuis', dat huis op zure grond betekent. Hoe dit middeleeuwse huis er uit gezien heeft is niet bekend. Het oude landhuis was een elf vensters brede, witgepleisterde havezate.  Het werd aan het begin van de negentiende eeuw gemoderniseerd, maar na stormschade in 1889 bleek het in zo'n slechte staat te verkeren dat het moest worden afgebroken. Mogelijk bezat dit huis een oudere kern of was het van hergebruikt materiaal opgetrokken, want bij de afbraak van het oude huis werd een balk gevonden met een inscriptie over vernieuwing in 1420. In 1890-1891 is honderd meter oostelijker, aan de overzijde van de gracht een nieuw huis gebouwd. Het nieuwe huis is uitgevoerd in een rijke Hollandse neorenaissancestijl met veel ornamenten van zandsteen en klauwstukken bij de topgevels en dakhuizen. 
Tegenover het landgoed liet baron Van der Heyden in 1869-1870 voor zijn vrouw de Williborduskerk bouwen. Tot dan ging men in het vijf kilometer verderop gelegen Baak ter kerke. Zij was hiertoe door haar gezondheid niet meer in staat. Een paar jaar later bouwde het echtpaar naast de kerk ook een school. De familie verving het gebouw in 1922 door het Ludgerusgebouw, het patronaatsgebouw van het dorp.

## Fotogalerij van het afgebroken huis voor 1892

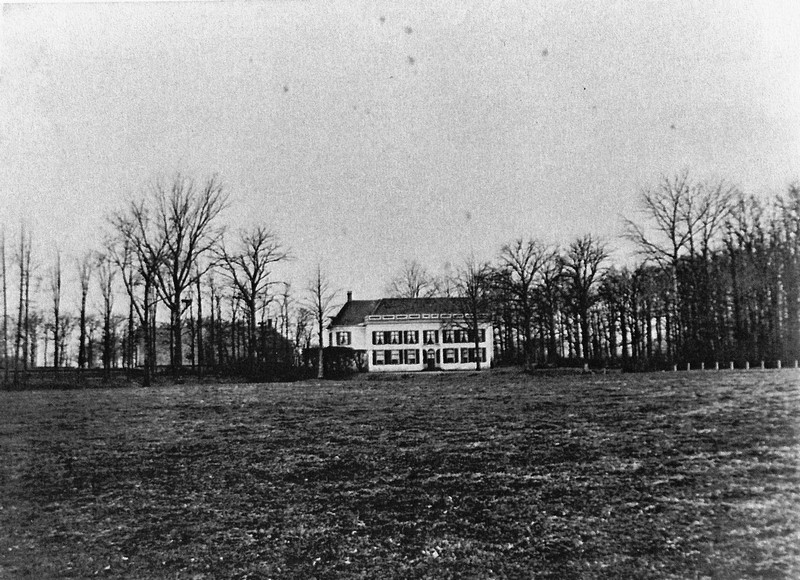
Aanzicht van de voorgevel
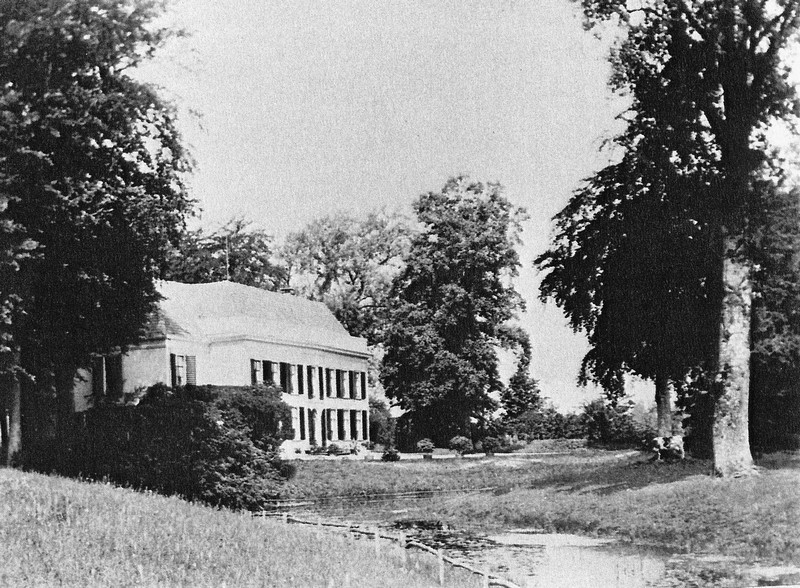
Aanzicht met tuin en vijverpartij
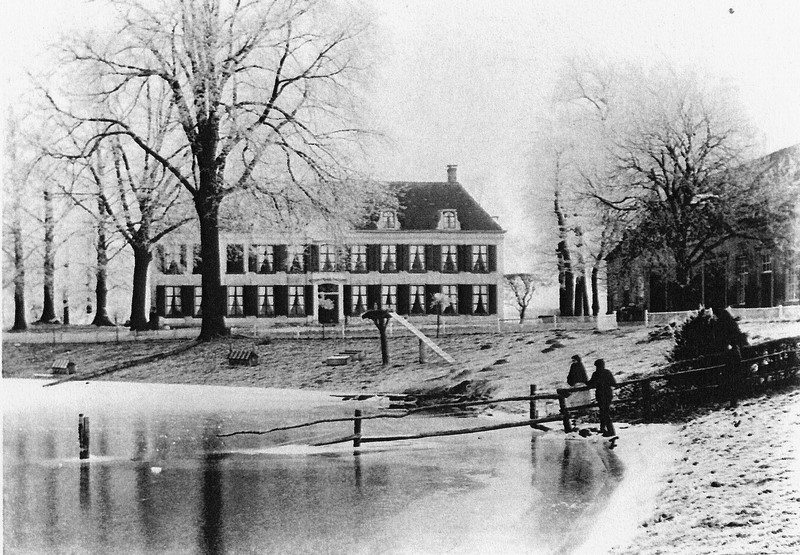
In de winter

## Bewoners

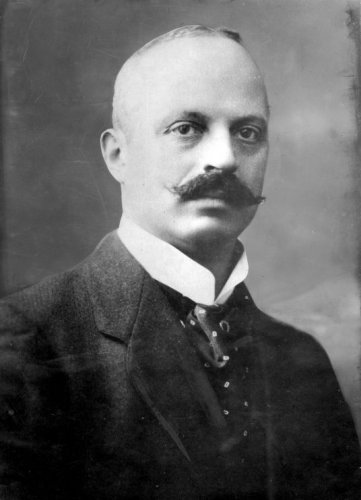
Charles Ruijs de Beerenbrouck

In 1326 wordt het goed Suideras voor het eerst vermeld in het leenregister, als bezit van Henrick van Suderoes. Vermoedelijk is het daarna in tweeën gesplitst. In 1492 kreeg Dirck van Suderaes de helft in bezit. Jacob van Hackfort kreeg de andere helft, die heden ten dage bekendstaat als kasteel Hackfort. In 1538 heeft Evert van Zuyrhuys het landgoed waarschijnlijk verkocht aan Johan Goltstein. Daarna is het in handen geweest van de geslachten Snijder van Essen, Boshoff en Swaefken. In 1701 kwam het in eigendom van de familie van Eck-ten Behm nadat Jan Hendrik Swaefken een lening bij Arnold van Eck niet kon aflossen. Echtgenote Anna ten Behm bezat al het aangrenzende landgoed Wissink met het huis het Olde Spijker. Het echtpaar liet het huis Suideras ingrijpend verbouwen en rond het huis een grote formele tuin aanleggen. 
Nadat de zoon van het echtpaar kinderloos overleden was, werd het Suideras in 1764 verkocht aan August Robbert van Heeckeren. Hij werd daardoor een jaar later lid van de Ridderschap van Zutphen. Van Heeckeren was een kleurrijk figuur. Hij was een orangist die in de Franse tijd in de Achterhoek tot een opstand probeerde te komen om de Oranjes terug te laten keren, wat echter mislukte.
In 1811, na het overlijden van Van Heeckeren, kocht de familie Van der Heyden, die onder meer het kasteel Doornenburg bewoonde, het Suideras. Een van de dochters trouwde met de uit Roermond afkomstige jonkheer Charles Ruijs de Beerenbrouck. Hij was onder meer voorzitter van de Tweede Kamer, Gouverneur van de provincie Limburg en minister-president. 
Ruijs de Beerenbrouck kwam met zijn gezin vaak naar het Huis Suideras, waar ook de moeder van zijn vrouw woonde. Hij overleed plotseling in 1936 en werd in aanwezigheid van vele prominenten begraven in Vierakker op het kerkhof van de tegenover gelegen Willibrorduskerk. 
In 1948 kwam het landgoed in handen van de twee dochters van dit echtpaar, jonkvrouwe Maria Johanna Alexandra (getrouwd met jonkheer Carel Marie Otto van Nispen tot Sevenaer) en Johanna Maria Alfrida Louisa, douairière van Jan Joseph Godfried baron van Voorst tot Voorst. Sinds 1993 wordt het huis bewoond door de kleindochter van Maria Ruijs de Beerenbrouck.

## Beschrijving van de hoofdbouw

### Exterieur
Het huidige huis is gebouwd in een eclectische Hollandse neorenaissancestijl naar ontwerp van architect Gerardus Antonius Ebbers (1858-1922). Het verkeert van binnen en van buiten in nagenoeg authentieke staat. Het landhuis werd gebouwd in opdracht van Joanna Maria van der Heijden van Doornenburg, baronesse Van Voorst tot Voorst. 
Het gebouw heeft een rechthoekig grondplan en is opgetrokken uit baksteen met overvloedig gebruik van natuurstenen ornamenten. Inwendig is het gebouw uitgevoerd met lambriseringen, behangsel, deuren, schouwen, balkenplafonds in eenzelfde stijl. 
De entreezijde van het huis is naar het westen gericht terwijl de achterkant naar de straatzijde is gericht. Het huis heeft drie torenvormige uitbouwen: bij de entree als bekroning van de monumentale ingang, een trappentoren aan de noordzijde die ontworpen is als dienstingang en ten slotte een toren met knobbelspits en veranda schuin geplaatst op de zuidoosthoek. Deze laatste biedt zicht op de kerk, pastorie en school die de familie aan de Vierakkersestraatweg liet bouwen. De toogvelden van de vensters op de verdieping zijn gedecoreerd met terracottategels, evenals de nissen in het fries van de centraal gelegen topgevel. De ingangspartij is als risaliet uitgebouwd en bekroond met een fronton waarin in natuursteen in hoogreliëf door het Utrechtse atelier F.W. van Mengelberg is opgenomen. De ingang had oorspronkelijk bordestrappen, maar deze zijn bij het aanleggen en verhogen van een oprit onder het maaiveld verdwenen. 

### Interieur
Het interieur is uitgevoerd in een rijke ornamentele Hollandse renaissancestijl. Het verkeert in overwegend authentieke staat, met cassetteplafonds met schilderingen, omlijste deurpartijen, lambriseringen, marmeren schoorsteenmantels en stucplafonds. De eetkamer is het rijkst gedecoreerd met lambriseringen en een gebrandschilderd raam met de wapens van Van der Heyden van Doornenburg en Van Voorst tot Voorst. Een schouw in een van de salons is afkomstig uit de historische havezate De Ploen in Duiven die ook in het bezit van de familie was, maar in 1836 werd afgebroken.

## Park en tuin

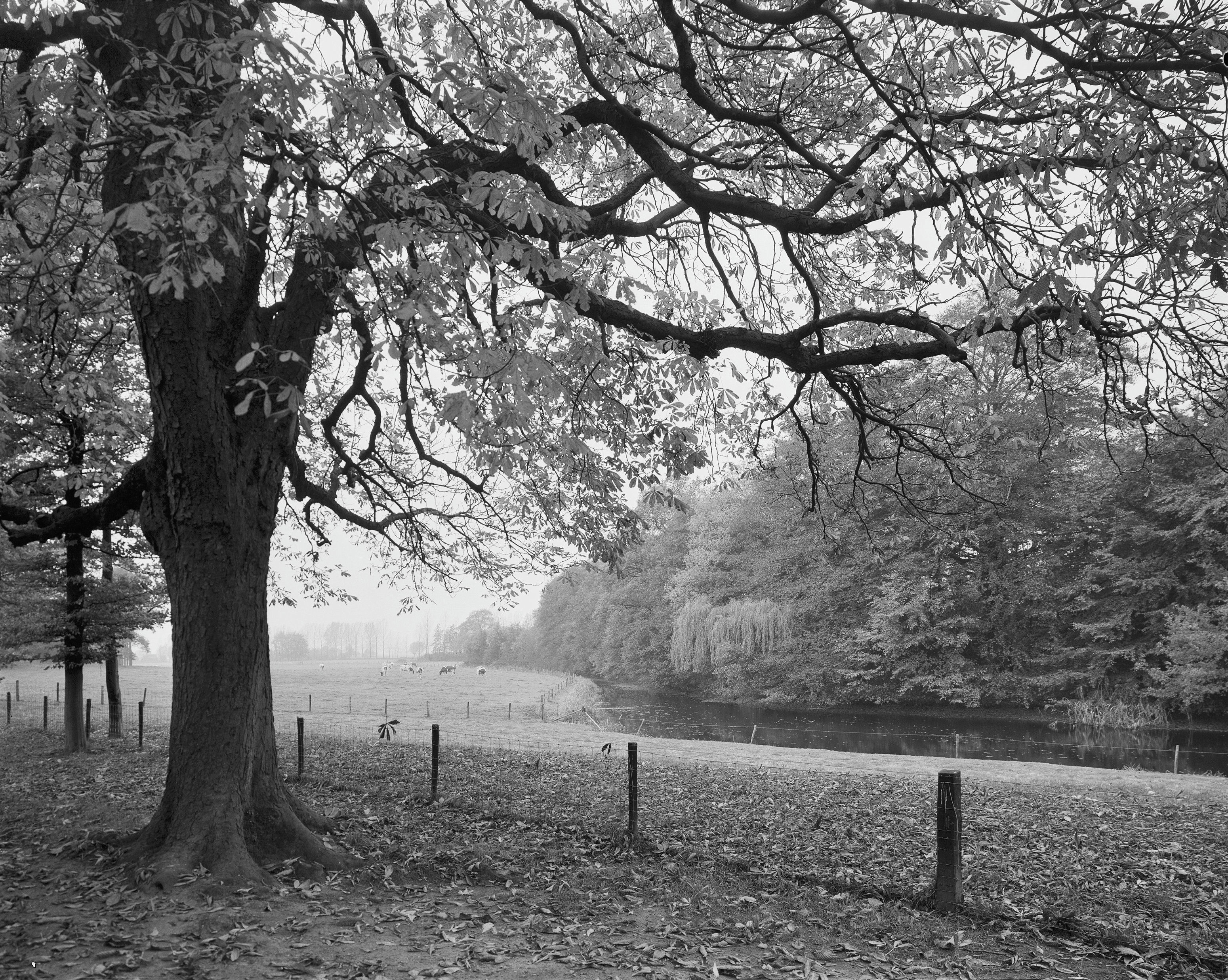
Parkaanleg (1972)

Bij de nieuwbouw in 1890 is de vroegnegentiende-eeuwse parkaanleg in Engelse landschapsstijl, grotendeels intact gelaten. Enkele delen dateren van uit de zeventiende eeuw, waaronder de moestuin ten zuiden van het koetshuis en de grote vijverpartij die zich vanaf het huis in westelijke richting uitstrekt. Vanuit het huis biedt deze slingerende vijverpartij een fraai perspectivisch uitzicht naar het westen, waarbij de bospartijen aan weerszijden van het water als coulissen het zicht begrenzen. 
De tuin aan de achterzijde van het nieuwe huis werd in 1893-'94 aangelegd naar plannen van L.W. Harmsen uit Zwolle. De driehoekige tuin heeft de Vierakkersestraatweg als horizon en wordt omsloten door twee toegangslanen. Bij het huis ligt een druppelvormige parkweide. Vanuit de toren aan de zuidwestelijke zijde heeft men zicht op de Willibrorduskerk met pastorie die baron van der Heijden in 1870 liet bouwen voor zijn vrouw Theresia, en het oude patronaatsgebouw.
Ten zuiden van de zuidwestelijke toegangslaan is een netwerk van waterarmen gegraven. Met de vrijgekomen grond werd destijds het huis verhoogd. Twee oudere zuidelijke toegangslanen leiden naar het koetshuis en de voorzijde van het huis. Deze lanen omsluiten een geaccidenteerd slingerbos. Ten westen bevindt zich een tweede slingerbos genaamd 'de Pot'. 
Het noordelijke deel van het landgoed is eveneens ingericht als slingerbos. In 1952 werd het Stroomkanaal van Hackfort gegraven, waardoor het noordelijk deel van het wandelbos van het park werd afgesneden. Bij de noordelijke oprijlaan werd het kanaal tot een vijverpartij vergraven.

## Overige rijksmonumenten op het landgoed
Behalve het landhuis en de historische parkaanleg zijn tevens aangewezen als rijksmonument: het koetshuis annex bouwhuis uit de achttiende eeuw, de bakstenen schuur, de houtloods, de tuinmuur, een brug, de druivenkas, de oranjerie, de bloemenkas, de duiventil en een tuinbank.

## Fotogalerij van het landgoed

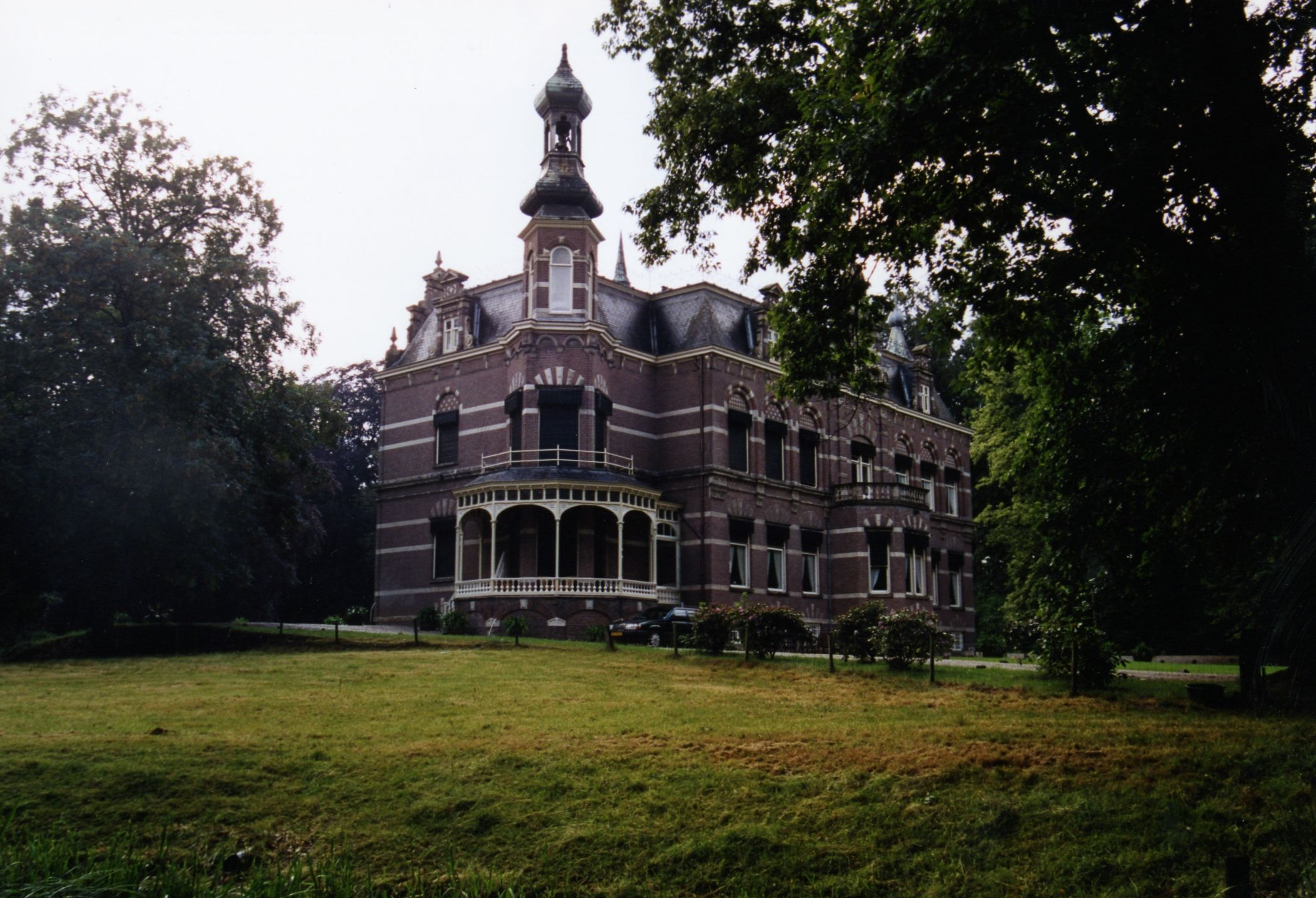
Torentje op de zuidoostelijke hoek
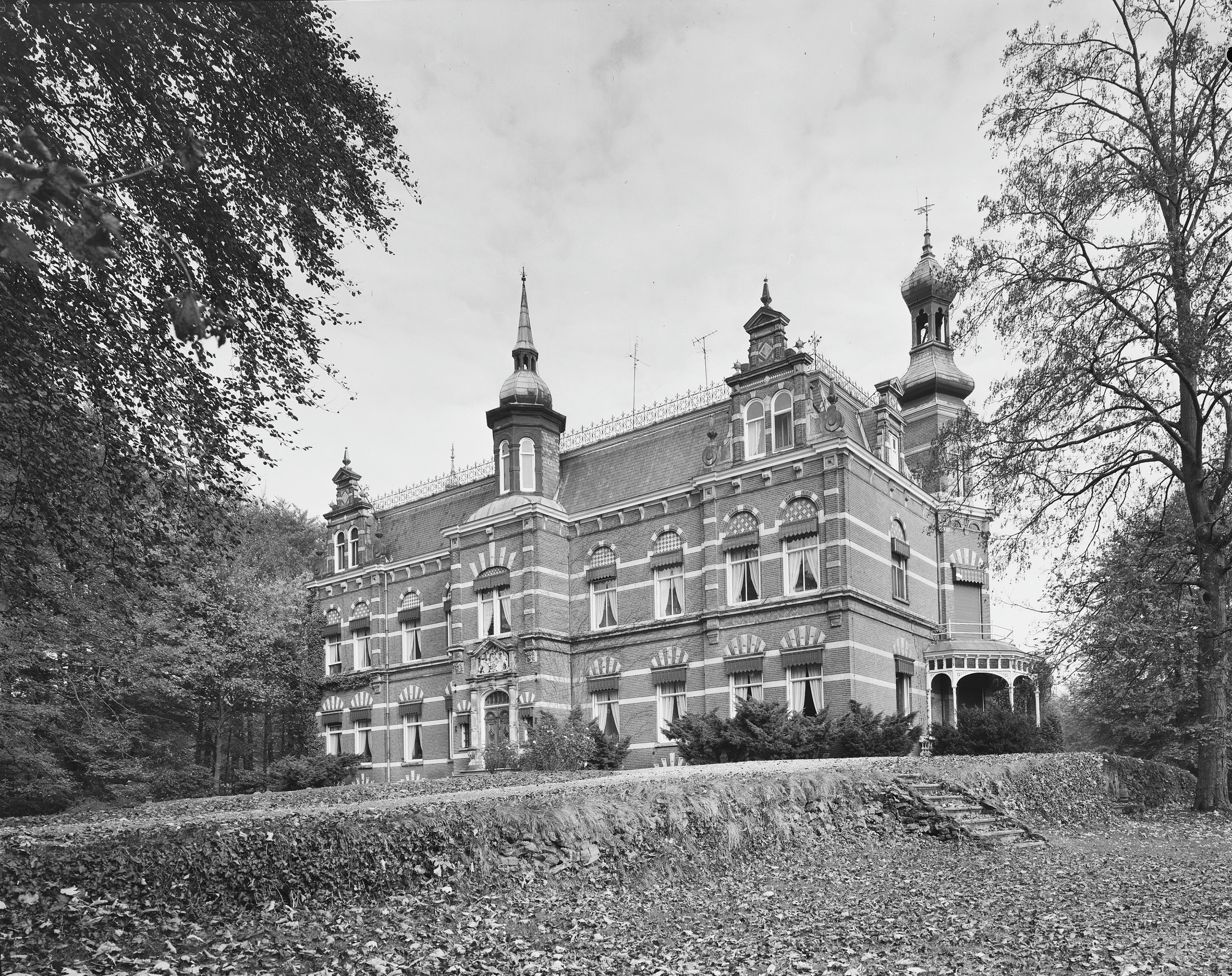
Voorzijde,1972
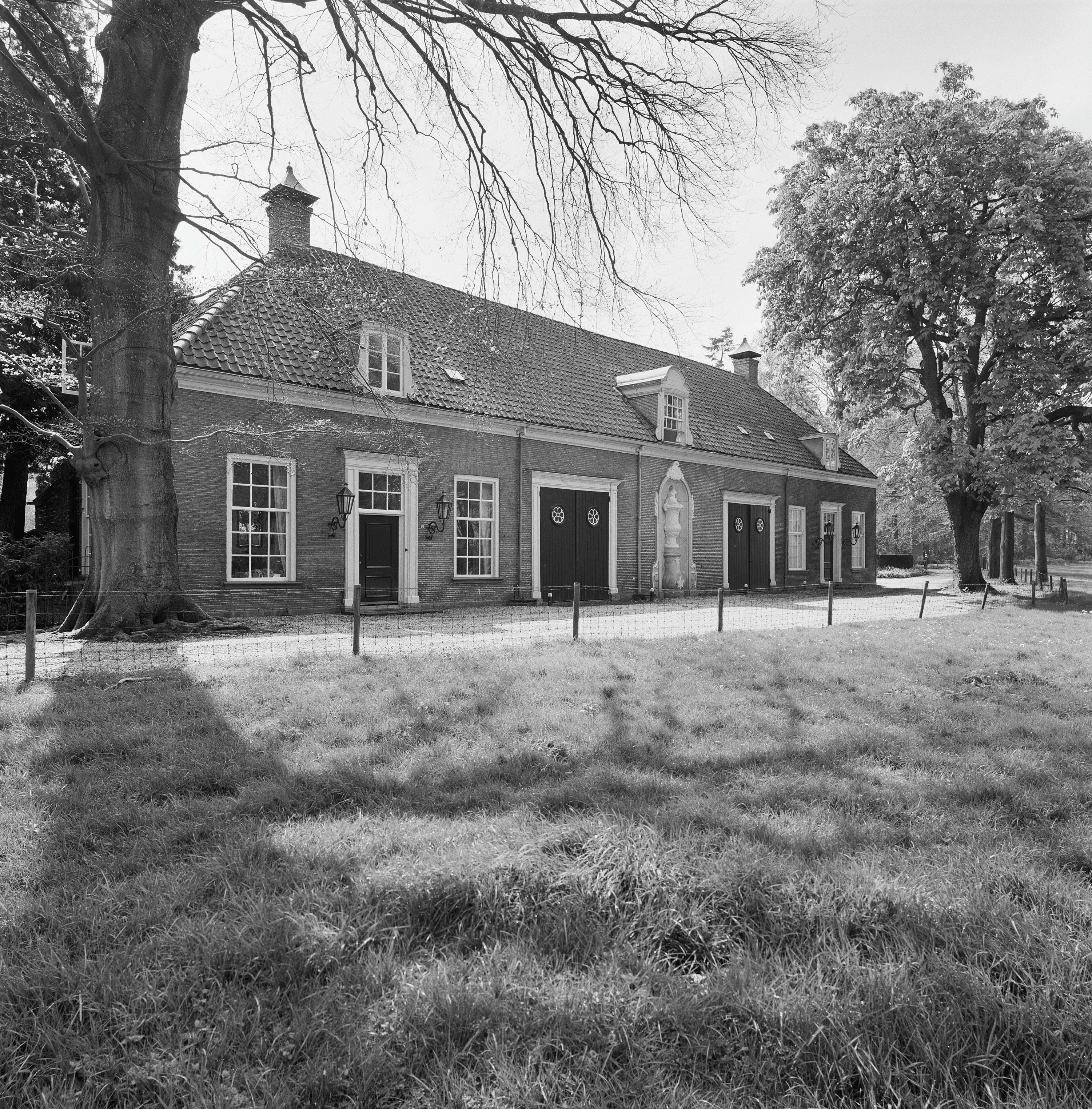
Koetshuis, 1972
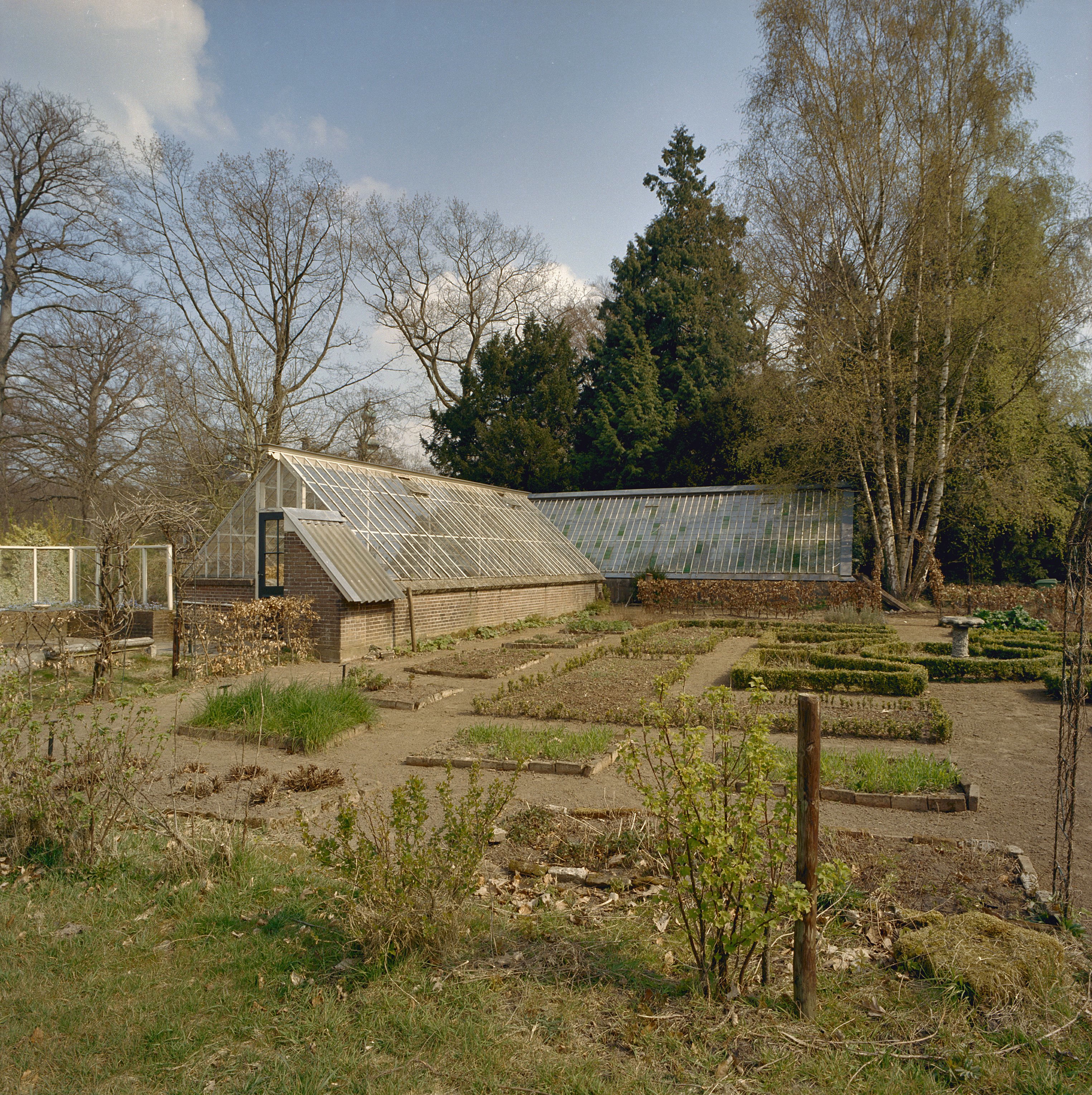
Vrijstaande kas en oranjerie met moestuin
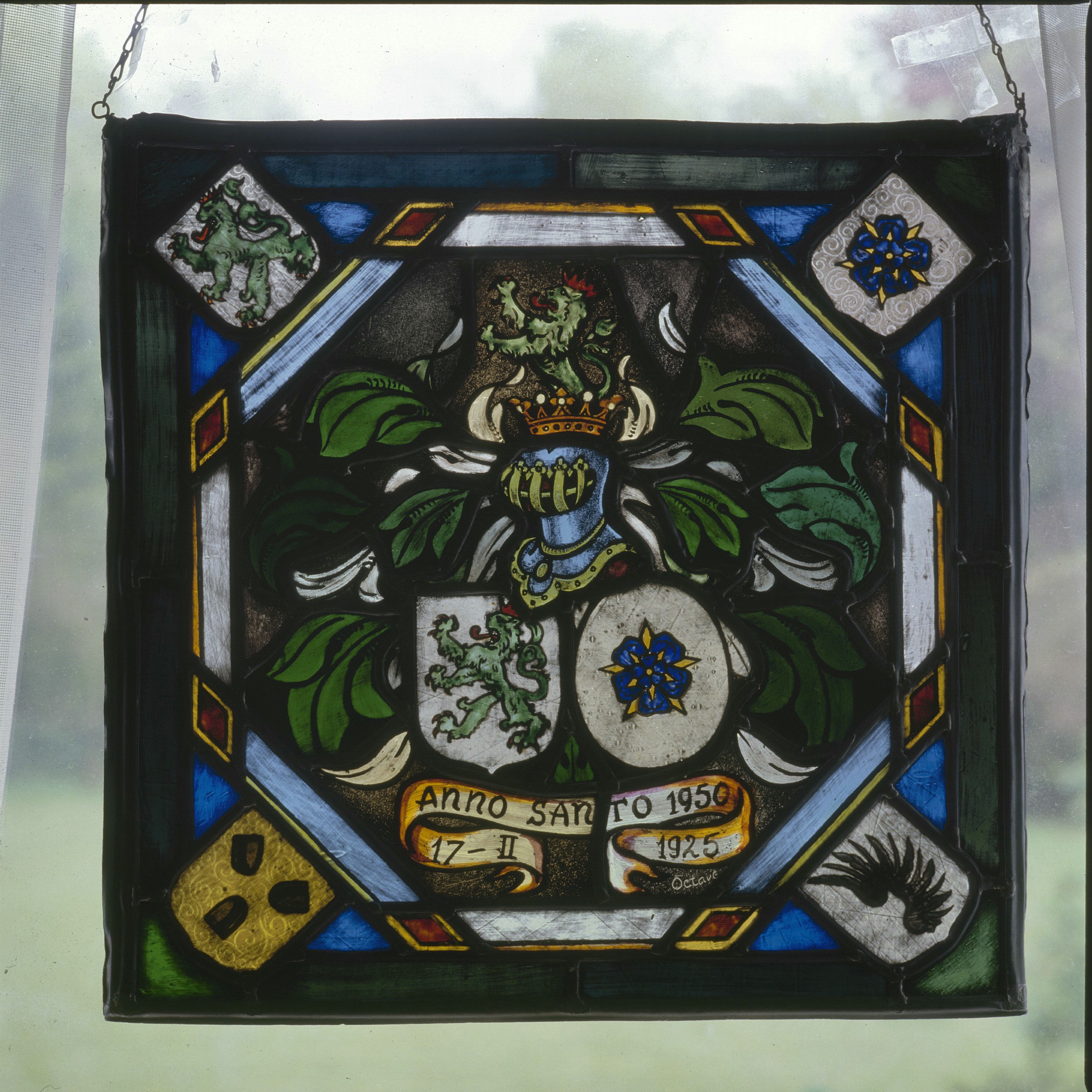
Herdenkingsraam, glas-in-lood, met wapens Van Nispen-Ruys de Beerenbrouck
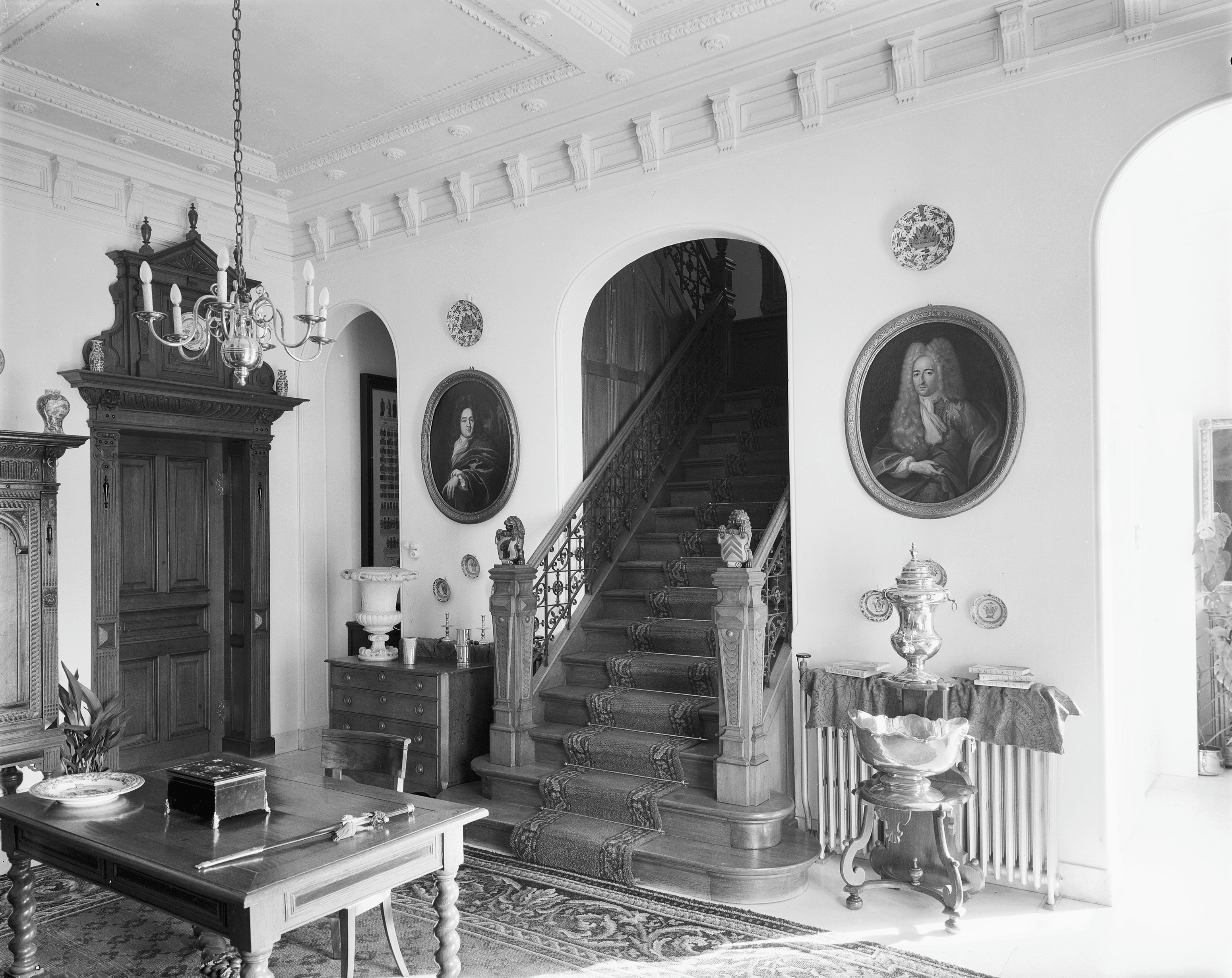
Hal naar ontwerp van G.A. Ebbers